# Иваницкая, Юлия Николаевна
Юлия Николаевна Иваницкая (укр. Юлія Миколаївна Іваницька, в девичестве Галинская укр. Галінська; род. 27 октября 1988 года) — украинская спортсменка-паралимпиец (дзюдо); Мастер спорта Украины международного класса.

## Биография
Родилась 27 октября 1988 года в Ровно.
Занимается в секции дзюдо Ровенского областного центра «Инваспорт». Тренер — Михаил Романкевич.
Училась в Ровенском государственном педагогическом университете на историко-социологическом факультете. Получила второе высшее образование в Международном экономико-гуманитарном университете имени академика Степана Демьянчука по специальности физическая реабилитация.
Среди спортивных достижений Галинской:
- Участница ХІІІ летних Паралимпийских игр 2008 года в Пекине.
- Бронзовая призерка ХІV летних Паралимпийских игр 2012 года в Лондоне.
- Чемпионка Европы 2013 и 2015 годов.
- Чемпионка мира 2014 и 2015 годов.
- Серебряный призер Кубка мира 2015 года.
- Бронзовая призерка XV летних Паралимпийских игр 2016 года в Рио-де-Жанейро.

## Заслуги
- Орден Княгини Ольги III степени (2012) — «За досягнення високих спортивних результатів на XIV летних Паралімпійських іграх у Лондоні, виявлені мужність, самовідданість та волю до перемоги, піднесення міжнародного авторитету України».[3]
- Орден Княгини Ольги II степени (2016) — «За досягнення високих спортивних результатів на XV літніх Паралімпійських іграх 2016 року в місті Ріо-де-Жанейро, виявлені мужність, самовідданість та волю до перемоги, утвердження міжнародного авторитету України».[4]
- За достижения на XV летних Паралимпийских играх 2016 года, Юлия Галинская была удостоена в 2017 году стипендии Президента Украины.[5]